# Chariobas cylindraceus
Chariobas cylindraceus är en spindelart som beskrevs av Simon 1893. Chariobas cylindraceus ingår i släktet Chariobas och familjen Zodariidae. Inga underarter finns listade i Catalogue of Life.